# 火山灰活性
火山灰活性(英語：pozzolanic activity)是有水存在时,火山灰与氢氧化钙之间化学反应速率的量度，与火山灰的自身性质，如比表面积、化学组成和活性相含量有关，但由于其一般是不可逆反应，和表面物理吸附无关。

## 火山灰反应
火山灰反应指的是在波特兰水泥中加入含硅量较高的火山灰后发生的化学反应。火山灰反应可以将富含硅的、没有胶凝性的前驱体转变成具有良好胶凝性质的硅酸钙，是古罗马时期发明罗马混凝土时背后的主要反应。
在化学上，火山灰反应时发生在氢氧化钙（Ca(OH)2）和原硅酸（可以写作H4SiO4，或按地质化学符号写作Si(OH)4）之间，方程式为：
Ca(OH)2  +  H4SiO4   →   CaH2SiO4·2 H2O
按照水泥化学家符号可以简写为
CH + SH → C-S-H
按传统工业符号，火山灰反应可以写作: 
Ca(OH)
2 + H
2SiO
3 → CaSiO
3·2 H
2O
或者直接写作：
Ca(OH)
2 + SiO
2 → CaSiO
3·H
2O
以上的表达方法在文献中都可见。但用原硅酸(Si(OH)
4或H
4SiO
4)的形式比用硅酸(H
2SiO
3)要更为科学一些。 
产物CaH2SiO4·2 H2O是一种水合硅酸钙，在水泥化学家符号中被简写成C-S-H，字母之间的连字符表示该物质有可变的化学计量数，与钙/硅比，氧化钙/二氧化硅比和水的含量都有关。
很多火山灰也含有铝酸盐，或者四羟基铝离子。这些物质可以与氢氧化钙和水反应生成水合铝酸钙，如C4AH13, C3AH6或水石榴石,或者再与二氧化硅结合，生成C2ASH8等。在有阴离子基团如硫酸根、碳酸根、氯离子存在时，会生成多种水化硫铝酸钙或者钙矾石等多种矿物相。
火山灰反应是长时间进行的反应，其中有溶解的原硅酸、水、氢氧化钙及其他物质，形成具有一定强度的水泥基体。这一过程通常是不可逆的。足量的自由钙离子和较强的碱性（pH大于等于12）可以引发和保持火山灰反应因为硅和铝离子在较强碱性的溶液中溶解度较大，可以促进反应进行。

## 影响因素
火山灰颗粒的比表面积、化学组成和火山灰反应的条件都会影响火山灰活性。

## 测试方法

### 机械方法
使用机械方法评价火山灰活性时，是用火山灰代替砂浆中的一部分波特兰水泥，然后测试试件的压缩强度，与波特兰水泥自身的压缩强度相比。一般是分别测试第3、7和28天时的压缩强度，压缩强度有明显提升说明该火山灰掺料的火山灰活性较高。

## 延伸阅读
- Cook D.J. (1986) Natural pozzolanas. In: Swamy R.N., Editor (1986) Cement Replacement Materials, Surrey University Press, p. 200.
- Lechtman H. and Hobbs L. (1986) "Roman Concrete and the Roman Architectural Revolution", Ceramics and Civilization Volume 3: High Technology Ceramics: Past, Present, Future, edited by W.D. Kingery and published by the American Ceramics Society, 1986; and Vitruvius, Book II:v,1; Book V:xii2.
- McCann A.M. (1994) "The Roman Port of Cosa" (273 BC), Scientific American, Ancient Cities, pp. 92–99, by Anna Marguerite McCann.  Covers, hydraulic concrete, of "Pozzolana mortar" and the 5 piers, of the Cosa harbor, the Lighthouse on pier 5, diagrams, and photographs. Height of Port city: 100 BC.
- Mertens, G.; R. Snellings; K. Van Balen; B. Bicer-Simsir; P. Verlooy; J. Elsen. . Cement and Concrete Research. 2009, 39 (3): 233–240. ISSN 0008-8846. doi:10.1016/j.cemconres.2008.11.008.